# Episodi di Killing Eve (terza stagione)
La terza stagione della serie televisiva Killing Eve, composta da 8 episodi, viene trasmessa, negli Stati Uniti, su BBC America dal 12 aprile al 31 maggio 2020.
In Italia la stagione è stata distribuita su TIMvision doppiata il 10 luglio 2020.
| nº | Titolo originale            | Titolo italiano                    | Prima TV USA   | Pubblicazione Italia |
| -- | --------------------------- | ---------------------------------- | -------------- | -------------------- |
| 1  | Slowly Slowly Catchy Monkey | Chi va piano, va sano e va lontano | 12 aprile 2020 | 10 luglio 2020       |
| 2  | Management Sucks            | Fare il capo fa schifo             | 19 aprile 2020 | 10 luglio 2020       |
| 3  | Meetings Have Biscuits      | Alle riunioni ci sono i biscotti   | 26 aprile 2020 | 10 luglio 2020       |
| 4  | Still Got It                | Ci so ancora fare                  | 3 maggio 2020  | 10 luglio 2020       |
| 5  | Are You From Pinner?        | Vieni da Pinner?                   | 10 maggio 2020 | 10 luglio 2020       |
| 6  | End of Game                 | Fine dei giochi                    | 17 maggio 2020 | 10 luglio 2020       |
| 7  | Beautiful Monster           | Un mostro bellissimo               | 24 maggio 2020 | 10 luglio 2020       |
| 8  | Are You Leading or Am I?    | Guidi tu o guido io?               | 31 maggio 2020 | 10 luglio 2020       |

## Chi va piano, va sano e va lontano
- Titolo originale: Slowly Slowly Catchy Monkey
- Diretto da: Terry McDonough
- Scritto da: Suzanne Heathcote

### Trama
Mosca, 1974. La giovane ginnasta Dasha ha appena terminato un duro allenamento, rimproverata dal suo allenatore per non essere stata perfetta nell'eseguire un esercizio. Negli spogliatoi è infastidita da un altro atleta e reagisce picchiandolo violentemente, fino a ucciderlo. Prima di lasciare la palestra, Dasha cosparge il cadavere con il gesso dei pesi.
Presente. Sono passati sei mesi dagli eventi di Roma e l'MI6 è andato incontro a importanti cambiamenti. Carolyn è finita sotto inchiesta per la missione in Italia, non autorizzata dai vertici del dipartimento, e il suo posto è a rischio. Sopravvissuta alla sparatoria con Villanelle, Eve si è rifugiata a New Malden, dove conduce una vita ritirata ed è costantemente all'erta da chi potrebbe venirla a cercare. La donna lavora nella cucina di un ristorante coreano e sta divorziando da Niko. Anche Kenny ha lasciato l'MI6, stanco di lavorare alle dipendenze della madre, appagato dalla nuova occupazione di giornalista investigativo per un sito web. Villanelle si è stabilita in Spagna e ha sposato una donna di nome Maria, pur facendo capire di non essere felice perché pensa ancora a Eve. Al suo matrimonio irrompe Dasha che le propone di tornare a lavorare per lei e i Dodici. Villanelle accetta, a condizione però di diventare supervisore.
Per dimostrare la sua lealtà ai Dodici, Villanelle torna a uccidere. La nuova vittima è una donna di Girona, ammazzata nel suo negozio da Villanelle che cosparge sul cadavere il rafano, esattamente come faceva la sua maestra Dasha. Eve dà appuntamento a Kenny per un aperitivo. Quando il ragazzo non risponde alle sue chiamate, Eve si precipita alla sede del giornale e trova il suo cellulare sulla scrivania. All'improvviso si vede una persona precipitare dall'ultimo piano del palazzo. Eve scopre con shock che si tratta proprio di Kenny, ucciso perché evidentemente stava indagando su qualcuno di scomodo.

## Fare il capo fa schifo
- Titolo originale: Management Sucks
- Diretto da: Terry McDonough
- Scritto da: Anna Jordan

### Trama
Eve partecipa al rinfresco in memoria di Kenny, non mancando di esternare il proprio disappunto circa il fatto che tutti pensano sia morto suicida. Successivamente Carolyn passa a trovare Eve nel suo ristorante, informandola che Villanelle è tornata a colpire dopo che tutti la credevano morta. Inoltre, Carolyn precisa di non pensare affatto che Kenny si sia suicidato, tuttavia pubblicamente non può affermarlo perché le è impedito di condurre indagini sulla morte del figlio. Villanelle riceve il primo incarico da supervisore, formando la giovane recluta Felix. Konstantin consegna a Geraldine, la sorella maggiore di Kenny, un souvenir di Londra in cui è installata una cimice.
Eve ha tenuto con sé il cellulare di Kenny, attraverso cui è contattata da Jamie, il direttore del sito web per cui il ragazzo lavorava. Jamie conosce la password che sblocca il cellulare di Kenny, ma in cambio vuole che Eve collabori con lui per scoprire chi lo ha ucciso. Eve accetta, apprendendo che negli ultimi tempi il ragazzo aveva una fidanzata di nome Audrey. Nel frattempo, Villanelle addestra Felix nella sua prima missione, uccidere un manager durante una festa di compleanno per bambini in Costa Azzurra. Travestiti da clown, Villanelle ordina a Felix di compiere un taglio perfetto. Purtroppo il giovane non è preciso come avrebbe dovuto e Villanelle è costretta a intervenire, finendo il lavoro e poi sparando allo stesso Felix.
Eve accetta la proposta di Carolyn di tornare all'MI6 come supporto alla squadra incaricata di catturare Villanelle. Quest'ultima scopre da Konstantin che Eve è ancora viva.

## Alle riunioni ci sono i biscotti
- Titolo originale: Meetings Have Biscuits
- Diretto da: Miranda Bowen
- Scritto da: Laura Neal

### Trama
Le autorità continuano a ritenere la morte di Kenny un suicidio, il che consente a Carolyn e alla sua squadra di poter lavorare senza pressioni. Esaminando il computer di Kenny al giornale, Eve scopre che stava indagando su Zhang Wu, il diplomatico cinese che Villanelle uccise a Berlino nella missione in cui perse la vita il capo di Eve, Bill Pargrave. Kenny aveva scoperto che il conto corrente di Wu a Ginevra era recentemente tornato operativo. Carolyn incontra Henrik, noto banchiere svizzero che era stato una sua vecchia fiamma, da cui apprende che il vero proprietario del conto in banca è Charles Kruger, ex agente segreto russo misteriosamente scomparso alla fine della Guerra fredda.
Dasha rispedisce Villanelle a Londra. Qui incontra Eve a bordo di un autobus, venendo aggredita da quest'ultima che, nel bel mezzo della colluttazione, la bacia. Eve teme che Villanelle sia tornata a Londra con l'obiettivo di uccidere Carolyn. Quest'ultima nel frattempo è riuscita a rintracciare Kruger, facendolo salire in macchina per poterlo interrogare. La vettura su cui viaggiano è fermata da un poliziotto in motocicletta, in realtà Villanelle, che spara un colpo di pistola in direzione di Carolyn. Tuttavia, il suo obiettivo non era affatto la donna, bensì Kruger che così non potrà parlare. Eve ha il fondato sospetto che Kruger fosse il contabile dei Dodici.
Rientrata nel suo appartamento, Eve trova un peluche su cui Villanelle aveva registrato un messaggio per lei.

## Ci so ancora fare
- Titolo originale: Still Got It
- Diretto da: Miranda Bowen
- Scritto da: Elinor Cook

### Trama
Nonostante sia il giorno del suo compleanno, Eve non è affatto dell'umore giusto per festeggiare. Lo stress accumulato è talmente alto che getta dal balcone una torta di auguri mandatale da Villanelle. Eve riscontra un'analogia tra il delitto commesso da Villanelle in Catalogna e quello dell'atleta russo ucciso da Dasha negli anni Settanta. Costei concede un periodo di riposo a Villanelle, a condizione che non si sposti da Barcellona. Konstantin convince Bertha Kruger a mandargli un prezioso file che il defunto marito aveva tenuto da parte in caso di morte. Dopodiché si reca in Spagna da Villanelle perché tempo prima la ragazza aveva espresso il desiderio di conoscere la sua famiglia d'origine.
Un'emissaria dei Dodici ordina a Dasha di rimettere Villanelle al lavoro, temendo che impigrendosi la ragazza perda di vista gli obiettivi. Dasha chiede se sia necessario uccidere Eve Polastri, ricevendo come risposta che non è opportuno arrivare fino a questo punto, però è bene creare attrito tra le due donne. Dasha vola in Polonia, dove si è stabilito Niko per curare il disturbo da stress post-traumatico. Impossessatasi del suo cellulare, Dasha manda dei messaggi a Eve che lasciano intendere la volontà di riconciliarsi. Eve cade nel tranello e si precipita in Polonia, dove Dasha infilza Niko con un forcone alla gola.
Villanelle arriva in un piccolo villaggio della Russia, pronta a conoscere la sua famiglia.

## Vieni da Pinner?
- Titolo originale: Are You From Pinner?
- Diretto da: Shannon Murphy
- Scritto da: Suzanne Heathcote

### Trama
Villanelle entra nella casa in cui vivono sua madre Tatiana e suo fratello biologico Pyotr. La ragazza sembra entrare in sintonia con il nuovo contesto, legandosi molto al fratellastro Bor'ka che è un fan sfegatato di Elton John e sogna di poter andare a un suo concerto. Villanelle sprona Pyotr a lasciare la casa natia per cercare fortuna altrove, ritenendo che il fratello sia soverchiato dalla madre, che lo obbliga a dormire nel fienile. Villanelle partecipa assieme alla famiglia alla Festa del raccolto, primeggiando nel lancio dello sterco.
Terminata la festa, Villanelle ha un confronto diretto con Tatiana, che la abbandonò in un orfanatrofio, assicurandole che sarebbe andata a recuperarla, mentre invece ciò non avvenne. Tatiana replica che Villanelle manifestava sin da piccola segni di disturbo, tanto che anche il padre aveva paura di lei. Ordinata da Tatiana di andarsene, Villanelle replica di sapere che, in realtà, ciò che accadde è che Tatiana la abbandonò perché non sopportava che il marito mostrasse comunque più affetto per Villanelle; implica anche che, in realtà, il padre non se ne è andato, come dice Tatiana, per colpa di Villanelle, ma o se ne è andato per colpa di Tatiana o, peggio, quest'ultima lo ha ucciso. In poche parole, tutto che c'è di malvagio in Villanelle, lo ha ereditato dalla madre, che è troppo egocentrica e bugiarda per ammettere neanche a sé stessa di essere lei il vero mostro. Senza nulla da dire, Tatiana ordina di nuovo alla figlia di andarsene, ma questa non ha finito e decide di ucciderla, dando poi fuoco alla casa dentro cui dormono il patrigno, il fratellastro maggiore Fyodor e la sua fidanzata Yulia. Villanelle decide di risparmiare Pyotr e Bor'ka, cui fa avere il tanto agognato biglietto per vedere Elton John.

## Fine dei giochi
- Titolo originale: End of Game
- Diretto da: Shannon Murphy
- Scritto da: Krissie Ducker

### Trama
Niko è ricoverato in ospedale e non vuole più vedere Eve, ritenendola responsabile della disavventura che gli è capitata. Eve è convinta che non sia stata Villanelle a tentare di uccidere Niko, in virtù di un loro tacito accordo che prevedeva di non colpire i rispettivi affetti. Grazie a una dritta di Bear, il collega nerd di Kenny, Eve inizia a indagare su Dasha quale assassina dell'atleta ucciso negli anni Ottanta. Carolyn mette in guardia Eve sul conto di Dasha, conosciuta a Sorrento quando erano giovani spie, avvertendola che fu espulsa dal KGB perché accusata dell'omicidio di un compagno. I Dodici hanno approvato la richiesta di Villanelle di diventare supervisore. Quando però riceve l'incarico di eliminare un importante politico rumeno, in pratica la stessa cosa che faceva già, Villanelle torna alla carica con Konstantin per abbandonare i Dodici e lavorare in proprio assieme a lui.
Carolyn accusa il suo superiore Paul di complottare contro di lei, non avendo ancora ricevuto i tabulati telefonici di Kenny. La donna pretende di sapere da Konstantin per quale motivo il figlio gli ha telefonato la sera prima di morire. Konstantin replica di avergli risposto che non lo sapeva. Tornata a casa, Carolyn confessa a Geraldine che tra loro non c'è mai stata intesa perché lei, al contrario di Kenny, e non è sua figlia biologica. Eve vola a Barcellona per incontrare Dasha. Costei rivendica di aver allevato Villanelle per essere una spietata assassina ed Eve non ha alcuna speranza di vincere contro di loro. Per la prima volta Villanelle non compie un "lavoro" a regola d'arte, poiché il politico rumeno che doveva assassinare è riuscito a ferirla con un paio di forbici al braccio. Villanelle intende sfruttare l'occasione per abbandonare i Dodici.
Irina, la figlia di Konstantin, investe il patrigno con la macchina.

## Un mostro bellissimo
- Titolo originale: Beautiful Monster
- Diretto da: Damon Thomas
- Scritto da: Laura Neal

### Trama
Hélène, referente di Villanelle nei Dodici, la interroga sulle motivazioni delle ultime deludenti performance omicide. Eve vuole sapere da Carolyn cosa disse a Villanelle quel giorno che la incontrò in carcere. Carolyn asserisce di averle proposto un lavoro, ma la ragazza rifiutò. Eve recupera il nome della pasticceria presso cui Villanelle ha acquistato la torta che le aveva spedito per il suo compleanno. Seguendo i movimenti della carta di credito di Villanelle, Eve la rintraccia ad Aberdeen. Villanelle e Dasha si sono infatti recate in Scozia per una missione, con Hélène che si è premurata affinché stavolta non ci siano intoppi. Konstantin cerca di corrompere l'assistente sociale che ha in custodia Irina, senza ricavarne nulla perché la ragazzina è considerata mentalmente disturbata.
Punzecchiata da Dasha che le rinfaccia di non essere più capace di uccidere, Villanelle colpisce per sbaglio con una mazza da golf la sua maestra anziché il bersaglio. Eve arriva quando ormai è troppo tardi, osservando Dasha riversa a terra. Recuperata da Konstantin, Villanelle lo accompagna alla stazione perché l'uomo intende fuggire verso la tanto agognata libertà. Tuttavia, al momento di congedarsi, Konstantin ha un infarto e Villanelle sale a bordo del treno, prima che sopraggiunga Eve. Carolyn riceve l'ennesima brutta notizia, poiché i Dodici hanno ucciso Mo Jafari, il giovane agente dell'MI6 che lavorava per lei ed era vicino a risolvere il mistero di Villanelle. Konstantin e Dasha si ritrovano nella stessa stanza d'ospedale.
Villanelle telefona a Eve, dicendole che non va bene incontrarsi sempre in queste circostanze difficili.

## Guidi tu o guido io?
- Titolo originale: Are You Leading or Am I?
- Diretto da: Damon Thomas
- Scritto da: Suzanne Heathcote & Laura Neal

### Trama
Villanelle incontra Carolyn alla Royal Albert Hall per accettare la proposta di lavorare con l'MI6, ricevendo però come risposta che, oltre al saper uccidere, non ha molte altre competenze da offrire. Dopo essersi sentito dire da Dasha che è colpa sua se Villanelle si è rammollita, Konstantin la uccide staccandola dai macchinari e lascia l'ospedale. Eve incontra Villanelle in una sala da ballo londinese, dove provano l'ebbrezza di danzare insieme. Quando si accorge che nel locale è entrata Rhian, un'altra spia dei Dodici, Villanelle consegna a Eve il codice per un pacco segreto che Konstantin ha nascosto da un allibratore. Provocata da Rhian, Villanelle la spinge sui binari della metropolitana mentre sta passando il convoglio. In seguito all'ennesima discussione con Geraldine, convinta che Kenny si sia suicidato, Carolyn invita la figlia ad andarsene da casa sua. I filmati delle telecamere hanno inquadrato Kenny uscire dal lavoro il giorno della sua morte in compagnia di Konstantin. Quest'ultimo vuole impossessarsi del pacchetto che Eve ha appena recuperato, una serie di matrioske dei presidenti russi.
Eve, Villanelle, Konstantin e Paul si ritrovano tutti a casa di Carolyn. Costei punta una pistola contro Konstantin, volendo sapere per quale motivo ha ucciso Kenny. Konstantin tenta di addossare la colpa a Paul, il quale voleva che il ragazzo smettesse di indagare sui Dodici. Carolyn non sembra credere alle sue parole e si appresta a premere il grilletto, ma all'ultimo momento direziona l'arma contro Paul e lo uccide. Tuttavia, la donna non ha perdonato Konstantin e gli urla di fuggire prima che cambi idea. Carolyn ammette di essere lei stessa la responsabile della morte di Kenny, sottolineando come non valga la pena mettersi contro i Dodici. Villanelle rivela ad Eve di volerla smettere con questa vita. Eve replica invece di rivolere indietro quella che ha perso, chiedendole di aiutarla a fermare il mostro che sta covando dentro di lei.
Villanelle invita Eve a salutarsi lì, prendendo strade opposte. La tentazione di girarsi è però troppo forte per entrambe.